# Elena Tarrats
Elena Tarrats Gómez (Barcelona, España; 19 de diciembre de 1993) es una actriz de teatro, televisión y cine y cantante española.

## Biografía
Nacida en Barcelona en 1993, Tarrats estudió un grado medio en teatro musical en la escuela Memory de Barcelona. Además ha realizado diversos cursos de canto, danza y lenguaje musical.
Empezó su trayectoria profesional formando parte del grupo musical SP3, del canal infantil Club Super3 de TV3; donde trabajó hasta 2011. Su primer personaje fijo en una serie de televisión fue el de Gemma Fernández en la serie Ventdelplà de TV3, donde participó en las dos últimas temporadas y donde coincidió con Carlos Cuevas, Llorenç González y Lluïsa Mallol.
En el cine se estrenó en el film de Ventura Pons Mil Cretinos, donde interpretó a Maria. En 2011 tuvo su primer papel en la televisión nacional con el personaje de Catalina en el drama de época de Antena 3 Gran Hotel. Más tarde le siguieron otros papeles secundarios en Cuéntame cómo pasó, Familia: manual de supervivencia y 39+1.
A pesar de haber participado en numerosos proyectos audiovisuales, Tarrats ha desarrollado gran parte de su carrera en el teatro. En 2017 participó en L'ànec salvatge, del dramaturgo noruego Henrik Ibsen dirigida por Julio Manrique en el Teatre Lliure de Barcelona. En 2018 trabajó con la compañía catalana Dagoll Dagom en la obra Maremar, un musical con textos de William Shakespeare, música de Lluís Llach y con la situación de los refugiados en el sureste de Europa como hilo conductor.

## Filmografía

### Teatro
| Año       | Título                                          | Dirección           | Dramatúrgia                           | Notas                        |
| --------- | ----------------------------------------------- | ------------------- | ------------------------------------- | ---------------------------- |
| 2011-2012 | Dreamin' and rappin'                            | Moisés Maicas       |                                       |                              |
| 2011-2012 | Límits                                          | Miguel Ángel Raió   | Marta Solé                            |                              |
| 2012-2013 | El último día de febrero                        | Míriam Escurriola   | La Hydra (Elena Tarrats y Marc Oller) |                              |
| 2012-2013 | Tot és fum. L'amor en cinc intents              | Míriam Escurriola   |                                       | Festival Grec 2013           |
| 2014      | Generació de merda (Un musical de llum i color) |                     | Xavi Morató y Gerard Sesé             |                              |
| 2014      | Si quieres dulce no pidas calamares             |                     | David Pintó                           |                              |
| 2014      | Campamentos                                     |                     | David Pintó                           |                              |
| 2014-2016 | Mar i cel                                       | Dagoll Dagom        | Ángel Guimerá                         |                              |
| 2015      | Joc de miralls                                  | Juan Carlos Martel  | Annie Baker                           |                              |
| 2016      | Si au Si                                        | Marjorie Currenti   | La Gran Troupe                        | Festival Temporada Alta 2016 |
| 2016      | L'Avar                                          | Josep María Mestres | Molière                               |                              |
| 2017      | L'ànec salvatge                                 | Julio Manrique      | Henrik Ibsen                          |                              |
| 2018      | Maremar                                         | Dagoll Dagom        | William Shakespeare                   |                              |
|           | El llibertí                                     | Joan Lluís Bozzo    |                                       |                              |

### Televisión
| Año       | Título                           | Personaje         | Cadena               | Notas     |
| --------- | -------------------------------- | ----------------- | -------------------- | --------- |
| 2009-2010 | Ventdelplà                       | Gemma Fernández   | TV3                  | Reparto   |
| 2011      | La Sagrada Familia               | Carlota           | TV3                  | Episódico |
| 2011      | Gran Hotel                       | Catalina          | Antena 3             | Reparto   |
| 2012      | Cuéntame cómo pasó               | Reme              | TVE                  | Episódico |
| 2012      | Marhaba                          | Emma              |                      |           |
| 2013      | Familia: Manual de supervivencia | Lidia             | Telecinco            | Reparto   |
| 2014      | 39+1                             | Michelle          | TV3                  | Episódico |
| 2014      | El cas dels catalans             | Elisabet Cristina | TV3                  | TV-movie  |
| 2015      | La Xirgu                         | Sara              | TV3, TVG y Canal Sur | TV-movie  |
| 2016      | Mar i cel                        | Maria             | TV3                  | TV-movie  |
| 2019      | Vida perfecta                    | María             | Movistar+            | Episódico |

### Cine
- 2014: Ningú no pot somiar per tu, de Sergi Cervera.
- 2013: Barcelona, noche de verano, de Dani de la Orden.
- 2012: La verdadera historia de Caperucita Roja y el lobo ¿feroz?, de Dídac Cervera. Cortometraje.
- 2011: Mil cretinos (2011), de Ventura Pons.

## Discografía
- Ma. El poder de decidir (2013): Su primer disco en solitario, junto con la pianista Yamini T. Prabhu.
- Cantos de poeta (2016): Primer disco de Gelria, trío de música gallega.

## Premios
- 2024  Premio mejor interpretación de reparto por "Las buenas compañías" en Zinemastea, Vitoria. [10]